# Catasigerpes zernyi
Catasigerpes zernyi es una especie de mantis de la familia Hymenopodidae.

## Distribución geográfica
Se encuentra en Tanzania.